# Berestiwka (obwód sumski)
Berestiwka (ukr. Берестівка) – wieś na Ukrainie, w obwodzie sumskim, w rejonie romeńskim, w hromadzie Łypowa Dołyna. W 2001 liczyła 808 mieszkańców, spośród których 795 wskazało jako ojczysty język ukraiński, 12 rosyjski, a 1 osoba się nie zadeklarowała.